# پارک شبه‌ملی هیبا-دوگو-تایشکو
پارک شبه‌ملی هیبا-دوگو-تایشکو (به لاتین: Hiba-Dogo-Taishaku Quasi-National Park) یک منطقهٔ مسکونی در ژاپن است که در استان توتوری واقع شده‌است.